# Omstigning til Paradis
Omstigning til Paradis (på amerikansk A Streetcar Named Desire) er et skuespil skrevet i 1947 af den amerikanske forfatter Tennessee Williams. Det beskriver, hvordan den aristokratiske unge kvinde Blanche DuBois efter en social deroute, hvor familiegodset gik på tvangsauktion, må flytte ind hos sin søster Stella og hendes ukultiverede mand Stanley i deres spartanske lejlighed i et lurvet kvarter i New Orleans.
Siden premieren på Broadway i december 1947 har stykket fået en plads som et af det tyvende århundredes mest betydningsfulde amerikanske skuespil og er Williams's mest kendte værk. Stykket havde dansk premiere i 1949 og det opføres stadig jævnligt, således i Danmark senest i 2006,  2015 og 2022, og har dannet forlæg for mange andre opsætninger, bl.a. den roste spillefilm fra 1951.

## Handling
Skuespillet består af elleve scener, som alle foregår i og lige uden for Stanley og Stellas lille lejlighed i det fattige, men charmerende franske kvarter i hjertet af New Orleans. Kulissen viser både lejlighedens køkken og soveværelse, som kun er adskilt af et forhæng, man godt kan se igennem, samt trappen op til overboen og verandaen:78  og gaden nedenfor. Scene 1-6 foregår over fire augustdage, Scene 7-10 på Blanches fødselsdag midt i september og Scene 11 nogle uger senere.:51,69,98 

### Scene 1
På den travle gade tæt ved lejligheden dukker en forvirret, men ellers nydelig og yderst velklædt Blanche DuBois op med sin store kuffert og en seddel i hånden med en adresse, og spørger forsigtigt de lokale, om det kan være rigtigt, hendes søster bor i denne tarvelige bydel. Overboen lukker Blanche ind i lillesøster Stellas tomme lejlighed, og da Stella (som er omkring de 25):2  lidt efter kommer hjem, falder de to søstre hinanden hjerteligt om halsen. Men Blanche skal vænne sig til, hendes søster bor så beskedent, og sammen med en ukultiveret polak, og hun bebrejder også Stella, at hun rejste fra deres fødehjem, plantagen Belle Reve ved byen Laurel i staten Mississippi, da deres far døde for ti år siden og lod Blanche sidde tilbage med problemerne. For jorden måtte gradvist sælges fra pga gæld, og nu er også hovedhuset tabt, erfarer Stella fra Blanche, som nu er nødt til at bo hos sin søster. Nu kommer Stanley (som er 28-30 år):2  hjem fra bowling, han hilser høfligt på Blanche, som spørger om det er ok, hun bor hos dem et stykke tid.:1-15 

### Scene 2
Næste dag sidst på eftermiddagen er Blanche i bad, da Stanley kommer hjem. Han får sine pokervenner på besøg, og for at skåne Blanche for det ukultiverede selskab, tager Stella hende ud at spise. Stella fortæller Stanley, at Belle Reve er tabt, og beder ham være god ved Blanche og ikke nævne, at Stella er gravid. Stanley vil gerne vide mere om Belle Reve, for han fornemmer, Stella er blevet snydt mht plantagen, og ifølge den franske code civil-lovgivning (et levn fra da New Orleans var fransk), hvorefter ægtefolk havde sameje, er Stanley derfor også blevet snydt. Selv om Stella protesterer, går han i Blanches kuffert og finder pels og smykker, som han mener må være en formue værd.:16-19 
Da Blanche kommer ud af badet, beder hun Stanley hjælpe sig i kjolen, mens hun flirter med ham. Men han vil se papirerne på Belle Reve, og Blanche viser ham dem alle, herunder kærestebreve fra Blanches ægtefælle, som døde ung for år tilbage. Belle Reve er ifølge Blanche gennem mange år blevet belånt og jorden frasolgt stykke for stykke, af hendes uansvarlige og letsindige mandlige forfædre og brødre og onkler, så der til sidst intet var tilbage. Stanley vil få sin sagfører-ven til at se på papirerne, så at han og Stella ikke bliver snydt, nu hvor de skal være forældre. Den nyhed glæder Blanche.:20-25 

### Scene 3
Det er pokeraften, noget efter midnat, og Stanley og tre af hans venner sidder i løftet stemning rundt om køkkenbordet og spiller kort og drikker whisky, da Stella og Blanche kommer hjem fra byen. Kvinderne sætter sig i soveværelset og snakker om mændene og deres karrierer, og spiller radio, hvilket irriterer Stanley - som står til at tabe penge - fordi det distraherer spillerne, ikke mindst Mitch, som har vundet, men som har fået øje på Blanche gennem forhænget og forlader spillebordet for at snakke med hende. De to flirter med hinanden, idet Blanche lyver sig yngre end sin søster; og for at sløre sin alder beder hun Mitch dække den nøgne pære i soveværelset med en kinesisk skærm, hun har købt. Mitch byder Blanche en cigaret fra et sølvetui, med en inskription, som Blanche genkender, et etui Mitch fik af en sød og usædvanlig pige, som gik hen og døde. De har tændt radioen, og det gør Stanley så vred, at han slår Stella, som sammen med Blanche flygter op til overboen, mens de andre spillere overmander Stanley, som falder lidt ned. Lidt senere går han udenfor og råber højt på Stella, som efter en tid lister ned ad trappen og kærligt genforenes med ham - mens en opskræmt Blanche på gaden møder Mitch, som giver hende en smøg.:27-39 

### Scene 4
STELLA: But there are things that happen between a man and a woman in the dark – that sort of make everything else seem – unimportant. [Pause.]

BLANCHE: What you are talking about is brutal desire – just – Desire! – the name of that rattle-trap streetcar that bangs through the Quarter, up one old narrow street and down another...
Næste morgen kommer en bekymret Blanche ned til Stella fra overboen, hvor hun har overnattet. Stanley er ude, og Blanche håber, han ikke kommer tilbage. Men Stella siger, han bare har vognen på værksted. Blanche forstår ikke, Stella kan bo med sådan en mand og vil hjælpe hende bort. Stella medgiver, Stanley ikke opførte sig pænt aftenen før, men sådan kan han godt være på en dårlig dag, og det kan Stella godt klare, for hun elsker ham. Og nu skammer han sig over sin opførsel, siger Stella, som også fortæller, Stanley på deres bryllupsnat gik rundt og smadrede alle pærerne i lejligheden med Stellas ene sko. Blanche er chokeret, men Stella syntes faktisk, det var dejligt ophidsende.:40-42 
Blanche, som tilstår, hun ikke har forstand på penge, vil forsøge at få en velhavende ven fra Texas til at hjælpe de to søstre med at få sig en butik af en slags. Men Stella skal ikke nogen steder og tilbyder i stedet den totalt flade Blanche 5$ af husholdningspengene; Blanche afslår. Stella er også kropsligt tiltrukket af Stanley, se citat, men det forstår Blanche slet ikke, for hun betror Stella, hun synes Stanley ikke alene er ordinær, men også primitiv og bestialsk, ligesom en abe. Dette sidste overhører Stanley, som i mellemtiden er kommet hjem, i larmen fra et tog som passerede udenfor.:43-47 

### Scene 5
Samme eftermiddag opskræmmes Blanche, da overboerne Eunice og Steve kommer op at skændes, over noget med en pige på det lokale værtshus. Blanche spørger Stanley, hvad stjernetegn han er. Så spørger Stanley Blanche, om hun kender en fyr ved navn Shaw, for Stanley har hørt, at denne Shaw har været sammen en Blanche fra Laurel på byens ikke særligt respektable hotel Flamingo, så det kan Stanley ikke få til at passe. Blanche benægter, hun kender denne Shaw. Og senere spørger Blanche Stella, om hun har hørt noget sladder om hende, for hun indrømmer, der blev sladret om hende og mændene i Laurel dengang det begyndte at gå galt med Belle Reve. Mens Blanche får sig en whiskysjus fortæller hun Stella, hun samme aften skal ud med Mitch. I mellemtiden er Eunice og Steve blevet gode venner igen, og de går nu hen på den lokale, sammen med Stella og Stanley. Hjemme i lejligheden ringer en ung avissælger på, og Blanche lukker op - og inviterer ham indenfor og giver sig til at flirte med ham. Sælgeren skynder sig snart væk, og nu dukker Mitch op med en buket roser.:49-58 

### Scene 6
Et par timer efter midnat kommer Mitch og Blanche hjem fra en lidt mislykket bytur, hvor de åbenbart gik fejl af hinanden, og nu sætter de sig i stedet i den tomme, mørke lejlighed og snakker. Mitch skammer sig over, han sveder, hvilket Blanche behændigt udnytter til at rose hans krop. En smigret Mitch fortæller løs om sin atletiktræning, og hvad han vejer, og spørger så Blanche om hendes vægt. Hun beder ham gætte, han løfter hende, sætter hende ned igen, men beholder sine hænder på hendes hofter så længe, Blanche må bede ham slippe.:59-63 
Blanche spørger Mitch, hvad han tror Stanley synes om hende. Hun fortæller, hun finder Stanley utåleligt grov og fornærmende, hvilket overrasker Mitch. Nu spørger Mitch om Blanches alder, for Mitch har fortalt sin syge og døende mor om Blanche, hvilket glædede moren. Det får Blanche til at fortælle om sin forelskelse og sit korte ægteskab som sekstenårig med den jævnaldrende Allan Grey, som var køn, følsom og ikke som andre mænd. Men en dag overrasker hun ham sammen med en anden mand, og samme aften til en fest går hendes mand udenfor og skyder sig, efter at Blanche i fuldskab var kommet til at sige, hun fandt hans homoseksualitet væmmelig. Som svar på fortælllingen frier Mitch til Blanche og kysser hende.:64-68 

### Scene 7
Det er blevet sensommer, nærmere bestemt den 15. september, som er Blanches fødselsdag,:51  og en højgravid Stella har lavet fødselsdagskage, og Mitch skal også komme. Mens Blanche synger i badekarret og Stanley venter på at komme til, fortæller han Stella et par ting, han har fundet ud af om Blanche, fra en kollega, som jævnligt kommer i Laurel. For det første er hun ikke så uskyldig som hun siger, for hun har i månedsvis boet på det lurvede hotel Flamingo i Laurel, hvor der ligger en kaserne lige i nærheden, sammen med den ene mand efter den anden, så at det til sidst blev for meget for byens borgmester. For det andet er hun ikke lærer længere, for hun blev fyret fra skolen pga. en affære med en syttenårs knægt. Stella er først vantro, men indrømmer lidt efter, Blanches adfærd dengang Stella boede hjemme bekymrede deres forældre, fordi hun var flyvsk og lunefuld. Og så var det, hun som meget ung giftede sig med en køn fyr, der viste sig at være 'degeneret' (altså homoseksuel). Stella bliver vred, da hun erfarer, Stanley også har fortalt Mitch om Blanche, så Stanley tror ikke, Mitch kommer. Da Blanche kommer ud af badet, mærker hun, stemningen er trykket.:69-75 

### Scene 8
Blanche prøver at bryde den triste og forlegne stemning omkring fødselsdagsmiddagsbordet ved at fortælle en vittighed, men den morer ikke Stanley, og da Stella så også kritiserer hans bordmanerer, bliver han vred, smider service på gulvet og går ud for at ryge en smøg. Imens spørger Blanche Stella, hvad det var Stanley fortalte hende, mens Blanche var i bad, om det var noget om hende og Mitch. Stella svarer undvigende og fraråder Blanche at ringe til Mitch, hvilket hun dog gør alligevel, og lægger besked, da han ikke svarer. Imens lover Stanley Stella, alt nok skal blive bedre mellem dem, når Blanche snart rejser, så de kan få deres privatliv igen. Da Stella tænder de 25 stearinlys i kagen, synes Blanche, hun hellere skal gemme lysene til deres lille ny søns fødselsdage. Da Blanche kalder Stanley for polak, bliver han vred og insisterer på, han er "100% amerikaner".:79  Og som en slags tak for sidst giver Stanley Blanche en syrlig fødselsdagsgave, nemlig en Greyhound-busbillet til Laurel næste tirsdag - hvorefter Blanche forfjamsket fortrækker til badeværelset. Stella bebrejder Stanley, at han sådan ydmyger Blanche. Lidt efter er Stanley ved at klæde om for at gå til bowling, da Stella får veer.:76-82 

### Scene 9
Senere samme aften har Blanche siddet alene og drukket, da Mitch ringer på. Hun gemmer flasken og netter sig, før hun åbner døren. Hun bebrejder ham, han tidligere på aftenen brændte hende af og foregiver så at lede efter noget, hun kan byde ham at drikke. Mitch svarer, Stanley klager over, hun har drukket hele sommeren. Mitch fortæller Blanche, han faktisk aldrig har set hende i dagslys og beder om at få tændt lyset. Blanche stritter imod, men Mitch piller den kinesiske skærm af pæren, tænder den og kigger på hende. Og siger så, at han ikke har noget imod, hun er ældre end han troede, men at han ikke kan klare, hun har løjet for ham.:83-86 
Nu giver Blanche sig til at fortælle Mitch sandheden, om hvordan hun efter sin mands selvmord og hendes deraf følgende ensomhed og udsathed ikke så anden udvej end i panik at give sig hen til den ene mand efter den anden, selv til en syttenårs skoleelev. Og efter balladen med skolen endte hun hos sin søster, hvor hun mødte Mitch, som sagde han savnede nogen, ligesom Blanche savnede nogen. Mitch virkede rar, men så indhentede fortiden hende. De mange dødsfald fik Blanche til at vælge det livsbekræftende begær, som hun udlevede sammen med soldater fra kasernen, som dukkede op på plænen foran Belle Reve og kaldte på hende. Nu lægger Mitch sine hænder på Blanches hofter, og Blanche spørger, hvad han ønsker. "Det jeg har længtes efter hele sommeren," svarer Mitch. "Så gift dig med mig, Mitch," svarer Blanche. Så giver Mitch slip og siger, hun ikke er ren nok til at være sammen med hans mor. Så beder Blanche ham om straks at gå, for ellers vil hun skrige "brand". Da Mitch tøver, går hun hen til vinduet og skriger "brand, brand, brand", og Mitch forsvinder skyndsomst.:86-89 

### Scene 10
Noget senere samme nat har Blanche klædt sig fint på, mens hun har siddet i soveværelset og drukket, da Stanley kommer hjem fra hospitalet, for Stella har endnu ikke født. Blanche fortæller, hun har fået telegram fra sin rige velgører i Texas, som beder hende tage med ham på krydstogt i Caribien. Stanley går ind i soveværelset for at hente en silkepyjamas, han vil have på når han skal være far, og han foreslår Blanche, de begraver stridsøksen, nu da de begge har medgang, Blanche får sig et krydstogt og Stanley får sig (forhåbentlig) en søn. Blanche glæder sig til at få et privatliv igen, og Stanley spørger, om hendes rige velgører så også vil respektere det, hvilket Blanche forsikrer ham er tilfældet, for velgøreren er en gentleman. Modsat Mitch, som Blanche fortæller kom nu her, tilmed i sit arbejdstøj, og fortalte væmmelige løgne om Blanche, løgne han havde fra Stanley. Men så kom Mitch tilbage med roser og bad om tilgivelse. Nu mener Stanley, det er Blanche som lyver, både om roserne og om velgøreren. Hun har løjet fra hun kom, men Stanley kunne hun ikke narre, selv om hun gav den med fint tøj og parfume og spillede dronning. Stanley har taget sin silkepyjamas på og nærmer sig med et lusket smil Blanche, som trækker sig tilbage, og da Stanley stadig nærmer sig, knuser hun en flaske og truer ham med flaskehalsen. Stanley vrister flaskehalsen fra hende, hun synker sammen, og han bærer hende hen i sengen og voldtager hende.:90-97 

### Scene 11
BLANCHE [holding tight to his arm]: Whoever you are – I have always depended on the kindness of strangers.
Nogle uger senere er der igen pokeraften hos Stanley, som dennegang sidder i held, og imens er Stella i gang med at pakke Blanches ting, mens Blanche er i bad. Stella kan ikke få sig til at tro på Blanches historie om, at Stanley voldtog hende, og Stella har bedt sindssygeanstalten hente Blanche, under påskud af det er hendes velgører fra Texas, og imens passer overboen babyen. Blanche vil gerne tage sig godt ud for sin velgører, som nu ringer på, men hun vil ikke gå gennem køkkenet med mændene, så Stella går med hende. Mændene rejser sig, men Mitch bliver siddende og stirrer ned i bordet. Ved synet af lægen og sygeplejersken vender en forvirret Blanche om og går tilbage til soveværelset. "Glemte du noget?" spørger Stanley spydigt, og Blanche bliver mindet om voldtægten og griber en stol for at forsvare sig. Nu går både sygeplejersken og Stanley ind til hende, så hun bliver yderligere skræmt og prøver at flygte. Imens er Stella oprevet over den måde, de behandler hendes søster på, men overboen forsikrer hende, hun har gjort det rigtige. Ved spillebordet bryder Mitch hulkende sammen. Nu går lægen ind til Blanche, som falder så tilpas til ro ved synet af ham, se citat, at han roligt kan føre hende udenfor. Imens Stella stortuder og Stanley prøver at trøste hende, fortsætter kortspillet.:98-107 

## Udvalgte danske opsætninger
- 1949: Det kgl. Teater, med dels Karin Nellemose over for Mogens Wieth, dels Bodil Kjer over for Ebbe Rode, i rollerne som hhv Blanche og Stanley[4]

- 2006: Det kgl. Teater, iscenesat af Emil Hansen, med Ditte Hansen og Zlatko Buric i rollerne som hhv Blanche og Stanley[5]

- 2015: Det kgl. Teater, iscenesat af Egill Pálsson, med Charlotte Munck og Peter Plaugborg i rollerne som hhv Blanche og Stanley[6]

- 2022: Aarhus Teater, iscenesat af Peer Perez, med Nanna Bøttcher og Jacob Madsen Kvols i rollerne som hhv Blanche og Stanley[7]

I februar 2025 havde det københavnske Husets Teater premiere på stykket Noter om Blanche, hvor hovedpersonen Nanna spejler sin trang til at flygte fra virkeligheden i Blanche DuBois. Kritikere har kaldt stykket en "klassikerfortolkning", og det gengiver flere konkrete scener fra Omstigning til Paradis, hvilket fik rettighedshaveren Nordiska til at sagsøge teatret for brud på ophavsretten.